# 胡逗洲
胡逗洲，又名壺豆洲，是長江三角洲的一個沙洲島，其境域大體相當於現在南通崇川、港閘及通州區西部一帶。東北方有稱為南布洲和東社、長沙的小沙洲。
南北朝梁時侯景之亂相關史料曾言及該地。公元5世紀時，島上有人居住，並被用作流放地，罪犯被送往盐田工作。 
五代後周顯德五年（958年）通州鎮（即現南通）在胡逗洲上設立。唐末天祐年間（904-907年），胡逗洲與長江北岸陸地合併，與其西北方的如皋陸地連接，洲北的橫江逐漸淤塞、封閉，不再是一個島嶼。 唐時洲上居民更多，歷史文獻中謂胡逗洲「上多流人」：被流放來的人或落難後流落到此地的人。傳說初唐四傑之一駱賓王也曾流落該地。